# Crataegus hissarica
Crataegus hissarica es una especie de planta del género Crataegus, perteneciente a la familia Rosaceae.

## Taxonomía
Crataegus hissarica fue descrita por Antonina Poyárkova en 1947.

## Distribución
Se encuentra en el territorio de Tayikistán.